# Olle Westam
Olle Einar Wallentin Westam, född 8 september 1931 i Öveds socken, Malmöhus län, är en svensk militärmusiker och målare.
Han är son till kranföraren Walter Westam och Edith Jönsson och från 1957 gift med Ella Birgit Alice Larsson. Westam studerade vid Musikaliska akademien i Stockholm 1954–1955 och anställdes därefter som musikfanjunkare han var därefter regionmusiker i Halland och under 15 år musiklärare i Halmstad. Vid sidan av sitt musikaliska arbete var han verksam som konstnär och studerade periodvis konst för Gunnar Olausson 1958–1964. Han medverkade i samlingsutställningar arrangerade av Hallands konstförening i Halmstad. Hans konst består av figurer, landskapsmotiv och nonfigurativa kompositioner utförda i olja eller akvarell. Westam är representerad vid Statens konstråd, Landstinget Halland, Halmstad kommun, Våra Gårdar och Teckningsmuseet i Laholm.  